# Алиева, Солмаз Самед кызы
Солма́з Саме́д кызы́ Али́ева (азерб. Solmaz Səməd qızı Əliyeva, тал. Solmaz Samadi kina Alijeva; 31 декабря 1945, с. Ашагы-Нюведи, Ленкоранский район — 25 мая 2012, там же) — советский овощевод из Азербайджана, Герой Социалистического Труда (1973).

## Биография
Родилась в семье Самеда и Гавер Алиевых 31 декабря 1945 года в селе (ныне посёлке) Ашагы-Нюведи Ленкоранского района Азербайджанской ССР. По национальности талышка.
С 1959 года — рабочая, с 1971 года — звеньевая овощеводов совхоза имени Балаоглана Аббасова Ленкоранского района.
Солмаз Алиева проявила себя на работе умелым и опытным овощеводом. Алиева еще с юности увлекалась овощеводством, познавала новые секреты от опытных овощеводов, изучала различные методики получения высоких урожаев, тщательно ухаживала за растениями. Овощевод достигла высоких результатов при выполнении восьмого пятилетнего плана по сбору овощей.
В 1970 году комсомолка Алиева предложила организовать молодёжно-комсомольское звено в совхозе, и уже в 1971 году она возглавила это звено. Наиболее высоких результатов коллектив молодёжно-комсомольского звена под руководством Алиевой достиг в период девятой пятилетки. В 1971 году коллектив звена получил 285 центнеров овощей с каждого гектара, что вдвое больше планового, а в 1972 года Солмаз Алиева получила 350 центнеров урожая с каждого гектара, вместо плановых 182 центнеров.
В 1973 году, решающем году девятой пятилетки, коллектив молодежного звена, при непосредственном участии звеньевой, получил на площади в 13 гектаров с каждого гектара 405,2 центнеров овощей. Солмаз Алиева со своим звеном выполнило план девятой пятилетки досрочно — за 3 года. По предложению звеньевой, в совхозе начато применение передовых изобретений агротехников и агроном — овощи между грядками теперь собирали машины, применялись новые удобрения для хороших урожаев осенней капусты.
Указом Президиума Верховного Совета СССР от 12 декабря 1973 года за большие успехи, достигнутые во Всесоюзном социалистическом соревновании, и проявленную трудовую доблесть в выполнении принятых обязательств по увеличению производства и продажи государству зерна, хлопка, овощей, винограда и других продуктов земледелия в 1973 году Солмаз Самед кызы Алиевой присвоено звание Героя Социалистического Труда с вручением ордена Ленина и золотой медали «Серп и Молот».
Слава о овощеводе из Ленкорани разнеслась как по Азербайджану, так и по всему Советскому Союзу. Про Алиеву писали стихи, очерки, создавали агитационные плакаты. А во второй половине 1970-х годов композитор Эмин Сабитоглу написал песню про Алиеву — «Kим танымыр Солмазы?» (Кто же не знает Солмаз?). Слова к песне написаны поэтом Шакяром Аслановым, а исполнителем стала народная артистка СССР Зейнаб Ханларова.
Активно участвовала в общественно-политической жизни страны. Член КПСС с 1975 года. Депутат Верховного Совета Азербайджанской ССР 8-го, 9-го и 11-го созывов. Делегат XVII съезда ВЛКСМ, XXIX съезда АЛКСМ, XXIX и XXX съездов КП Азербайджана. Избиралась в ЦК республиканского комсомола, в 1976—1986 годах — член ЦК Компартии Азербайджана.
С 2002 года — президентский пенсионер.
Скончалась 25 мая 2012 года на 67-м году жизни в родном посёлке.

## Награды
- медаль «Серп и Молот» (12.12.1973)
- два ордена Ленина (08.04.1971; 12.12.1973)